# Droschke

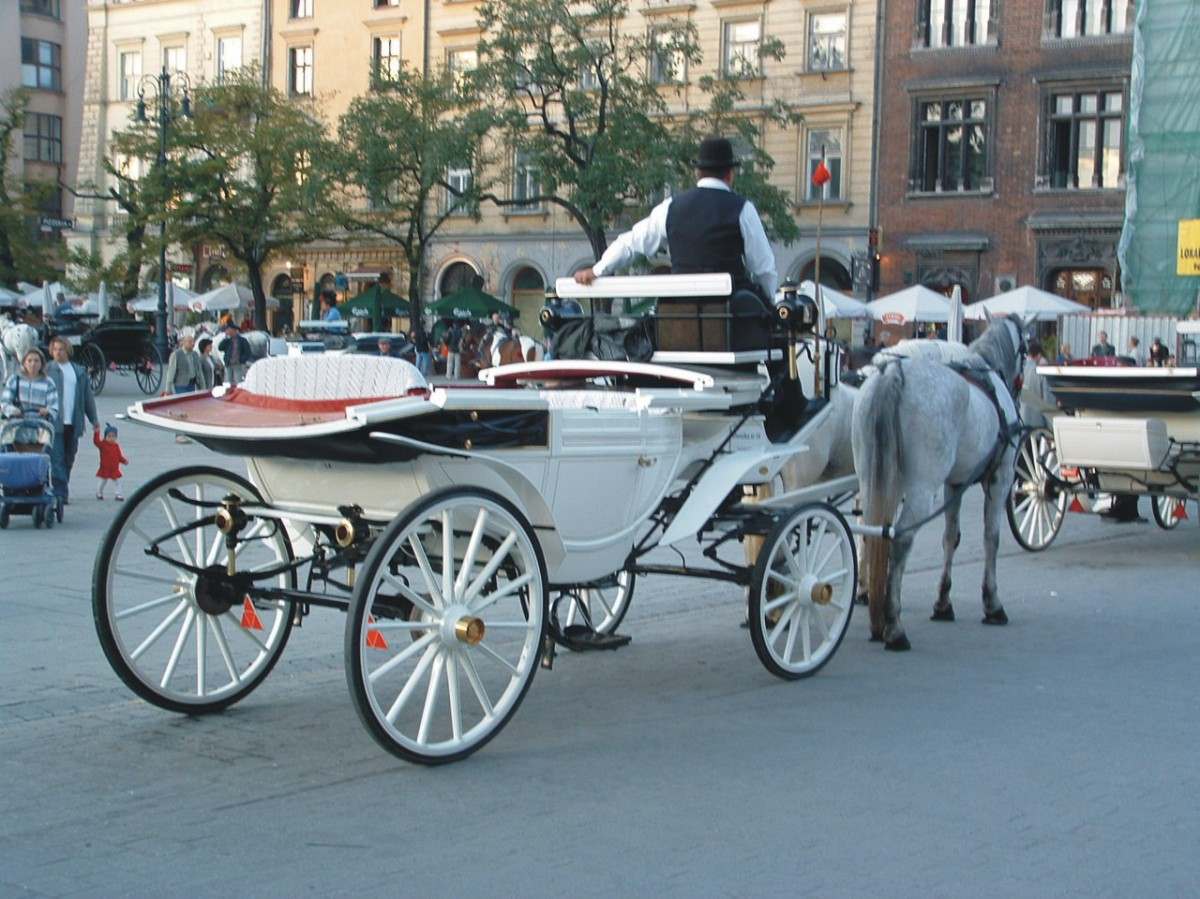
Eine Pferdedroschke auf dem Ring in Krakau (2004)

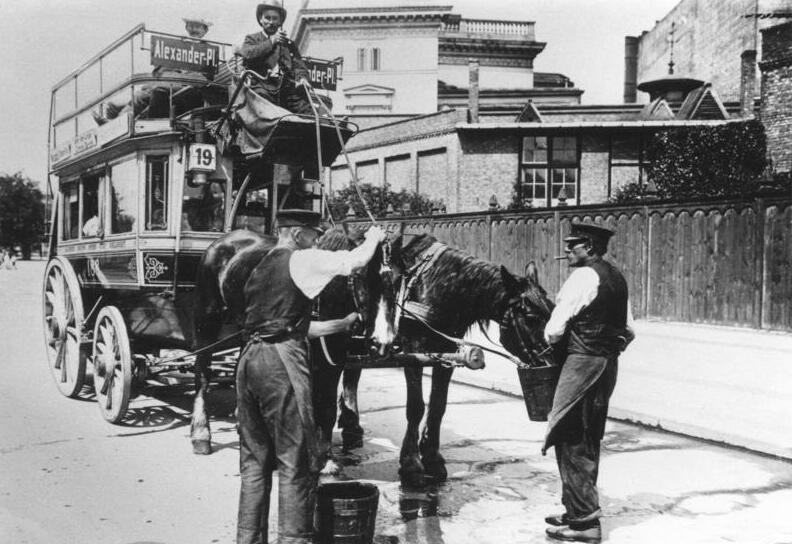
Erster Berliner Pferdeomnibus um 1840 (Nr. 19, Richtung Alexanderplatz)

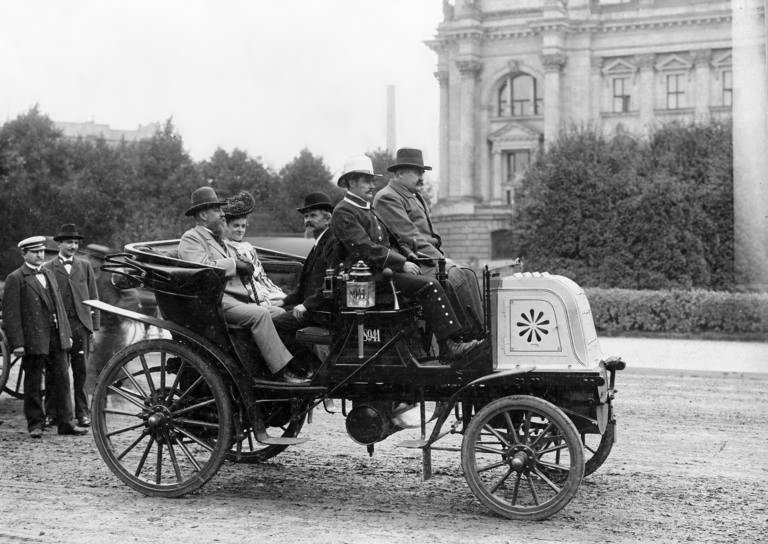
Die erste Berliner Kraftdroschke (um 1900)

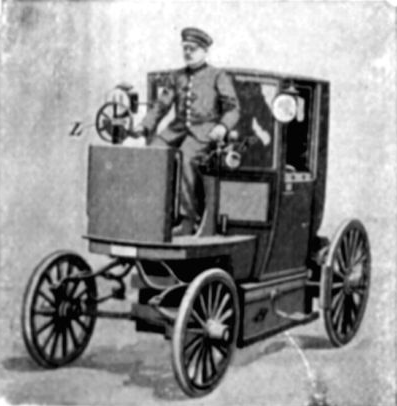
Elektrisch angetriebene Droschke (vor 1911)

Pferdedroschken in Dresden, etwa 1885

Eine Droschke ist ein leichtes, offenes und gefedertes Gefährt für bis zu fünf Personen. Man unterscheidet zwischen einer Pferdedroschke, auch Fiaker genannt, die von Pferden gezogen wird, und einer Kraftdroschke (auch Motordroschke oder Autodroschke), mit der eine motorgetriebene Droschke – also ein Taxi – bezeichnet wird. Der Kutscher einer Droschke wird als Droschkenkutscher bezeichnet.
Droschken waren Vorläufer des heutigen ÖPNV. Dauerhaft durchsetzen konnte sich das Fahrzeug erst zu Beginn des 19. Jahrhunderts. Als ihren Vorgänger kann man die Sänfte betrachten.

## Etymologie
Die Bezeichnung „Droschke“ entspringt der Übernahme des russischen Wortes „drožki“ (дрожки), womit im 18./19. Jahrhundert ein leichter, bequemer Wagen oder Schlitten für die Ausfahrt edler Herrschaften bezeichnet wurde. Diese Gefährte wurden in Sankt Petersburg, aber auch an anderen Höfen, wie zum Beispiel in Warschau, genutzt.
Es ist nachweisbar, dass im Baltikum und in Sankt Petersburg lebende Deutsche das Wort zum Ende des 18. Jahrhunderts und in Folge, insbesondere in Reiseberichten über Russland, benutzten. Später erfuhr es größere Verwendung in Berlin und kam so schließlich ins ganze deutsche Sprachgebiet. Trotz der Umstellung von Pferdefuhrwerken auf motorisierte Fahrzeuge blieb die Bezeichnung zunächst noch zum Teil erhalten. Da heutzutage kaum noch Pferdedroschken im Einsatz sind, wurde der spezielle Begriff „Kraftdroschke“ wieder zu „Droschke“.
Durch Simon Kremser, der ab 1825 mit königlicher Erlaubnis am Brandenburger Tor Personenkutschen aufstellen durfte, bekam die von ihm genutzte Art der Pferdedroschke die spezielle Bezeichnung des „Kremsers“.

## Geschichte
Der Einzug der Droschke in den deutschen Raum begann wahrscheinlich 1815, als der Dessauer Pferdehändler Alexander Mortier, auch Alexi Mortgen geschrieben, in Berlin zusammen mit dem gebürtigen Berliner Israel Moses Henoch den Mietkutschendienst einführte. Die ersten Warschauer Droschken wurden tatsächlich aus der polnischen Hauptstadt importiert. Die beiden Unternehmer begannen mit 32 Droschken. Mit der Zeit wurden die schmalen polnischen Wagen durch elegantere und breitere nach englischem Vorbild ersetzt. Bis 1827 war der Fuhrpark auf 120 Fahrzeuge angewachsen. Die 1814 erteilte Konzession garantierte der Firma jahrelang eine Monopolstellung, ehe der freie Wettbewerb eröffnet wurde. Dies führte dazu, dass sich die Anzahl der Droschken verzehnfachte und sich der Zustand der Wagen und Pferde dramatisch verschlechterte, sodass die Polizei die Hälfte der Fahrzeuge aus dem Verkehr zog. Hier entwickelte sich der Begriff Pferdedroschke. Im Jahr 1840 konnte Israel Moses Henoch die erste innerstädtische Buslinie zwischen dem Potsdamer Bahnhof und dem Alexanderplatz mit drei Pferdeomnibussen eröffnen. Währenddessen verbreitete sich die Droschke auch in vielen anderen Städten. In Basel verkehrten zum Beispiel 1854 20 Droschken. Dies entsprach 0,64 Droschken auf 1000 Einwohner. 1874 standen in Basel schon 106 und damit 2,12 Droschken auf 1000 Einwohner zur Verfügung. Das Ende der Droschken kam mit der Einführung des Automobils sowie der Straßenbahn.

Eine Pferdedroschke muss einem Automobil ausweichen (1902)

In dem rechts abgebildeten Foto von 1902 wird der Übergang der vom Pferd gezogenen Droschke zum selbstfahrenden Mobil, dem Auto, deutlich. Die Zeitschrift Die Woche widmete Anfang des 20. Jahrhunderts diesem Paradigmenwechsel viel Raum. Das Foto war der Beginn einer Bildergeschichte mit dem Titel Ross und Schnauferl. Momentbilder von der Landstraße.
Heute sind Pferdedroschken nur noch an sehr wenigen Orten zu finden (z. B. Fiaker in Wien oder Salzburg). Als wirkliches Verkehrsmittel im Alltag dienen sie allerdings nicht mehr. Es handelt sich durchweg um Touristenattraktionen, die lediglich für kurze Fahrten auf bestimmten Strecken genutzt werden. Aus Tierschutzgründen steht ihr Betrieb in der Kritik. Andererseits werden sie als typisches Element eines romantisch verklärten, historischen Stadtbildes gesehen.

## Sonstiges
Der französische Physiker und Nobelpreisträger Pierre Curie starb am 19. April 1906, als er unter eine Droschke geriet und dabei einen Schädelbruch erlitt.
Hans Fallada setzte mit dem Roman Der eiserne Gustav aus dem Jahr 1938 der Droschke ein literarisches Denkmal. Die Geschichte wurde 1958 mit Heinz Rühmann verfilmt und 1978 als Fernsehserie mit Gustav Knuth umgesetzt.